# Szczelność
W różnych dziedzinach funkcjonują różne (podobne) definicje szczelności.
Szczelność w budownictwie – to właściwość fizyczna materiałów budowlanych, która określa jaka część objętości badanego materiału zajmuje materiał bez porów. Szczelność wyraża się wzorem:
{\displaystyle Sz={\frac {\rho _{\text{o}}}{\rho }}100\%,}
gdzie:
- {\displaystyle \rho _{\text{o}}} – gęstość objętościowa [kg/m³] badanego materiału, tzn. gęstość „z porami”,
- {\displaystyle \rho } – gęstość [kg/m³] materiału bez porów.

Szczelność w geotechnice, w postaci określonej przez normę PN-B-06714-01:1989 – to stosunek gęstości objętościowej kruszywa do gęstości (gęstości właściwej szkieletu gruntowego) kruszywa.
Szczelność (lub warunek szczelności) funkcjonuje również powszechnie w drogownictwie itp. jako parametr określony przez normy PN-S-06102:1997 i PN-S-96023:1984 jako iloraz
{\displaystyle {\frac {D_{15}}{d_{85}}},}
gdzie:
- {\displaystyle D_{15}} – wymiary oczek sita, przez które przechodzi 15% ziaren warstwy podbudowy lub warstwy odsączającej (inaczej średnica zastępcza),
- {\displaystyle d_{85}} – wymiary oczek sita, przez które przechodzi 85% ziaren gruntu podłoża.